# PC extra
PC extra var en datortidning i Sverige mellan åren 1997 och 2000 då tidningen slogs ihop med PC plus och blev Datormagazin. Tidningen kom ut en gång i månaden och med varje nummer följde en CD-skiva med shareware och ibland fullständiga program kallad SuperCD. Tidningen gavs ut av Medströms Dataförlag AB.